# 2-C-메틸에리트리톨 2,4-사이클로피로인산
2-C-메틸에리트리톨 2,4-사이클로피로인산(영어: 2-C-methylerythritol 2,4-cyclopyrophosphate, MEcPP) 또는 2-C-메틸에리트리톨 2,4-사이클로이인산(영어: 2-C-methylerythritol 2,4-cyclodiphosphate)은 아이소프레노이드 전구체 생합성의 비메발론산 경로에서의 대사 중간생성물이다. 2-C-메틸에리트리톨 2,4-사이클로피로인산(MEcPP)은 2-C-메틸에리트리톨 2,4-사이클로피로인산 생성효소(MEcPP 생성효소, IspF)에 의해 생성된다. 2-C-메틸에리트리톨 2,4-사이클로피로인산은 4-하이드록시-3-메틸뷰트-2-엔일 피로인산 생성효소(HMB-PP 생성효소, IspG)의 기질이다.
산화적 스트레스 조건 하에서 2-C-메틸에리트리톨 2,4-사이클로피로인산은 특정 세균에 축적된다. 2-C-메틸에리트리톨 2,4-사이클로피로인산은 DNA로부터 히스톤 유사 단백질을 방출하여, 클라미디아 트라코마티스(Chlamydia trachomatis)의 최종 분화 과정에서 핵양체의 탈응축을 유발한다. 상처와 과도한 빛에 대한 노출을 포함한 식물의 스트레스는 엽록체에 2-C-메틸에리트리톨 2,4-사이클로피로인산의 축적을 증가시킨다. 엽록체에서 식물 세포 핵으로 운반된 2-C-메틸에리트리톨 2,4-사이클로피로인산은 역방향 신호전달에 관여하여 핵에 암호화되어 있는 스트레스 반응 유전자들을 특이적으로 발현시킨다.